# Dark Gods: Seven Billion Slaves
Dark Gods: Seven Billion Slaves är det andra studioalbumet till det amerikanska black metal-bandet Von, utgivet 2013 av skivbolaget Von Records.

## Låtlista
1. "They Have Come" (instrumental) – 3:23
2. "Ancient Flesh of the Dark Gods" – 10:09
3. "Hands of Black Death" – 6:14
4. "Dark Gods" – 2:59
5. "MONSTER!" – 5:32
6. "RawRot" – 7:40
7. "DevilWhore" – 6:02
8. "iAmInHuMan" – 6:03
9. "Black Eyes" – 6:07

- Text och musik: Jason Ventura

## Medverkande
Musiker (Von-medlemmar)
- Venien (Jason Ventura) – sång, basgitarr
- Lord Giblete (Jon Gonzalez) – sologitarr

Bidragande musiker
- Charlie Fell – trummor
- Dave Berkowitz – sång (spår 2)
- Carl Byers – gitarr (spår 2)

Produktion
- Venien – producent, ljudtekniker
- Lord Giblete – ljudtekniker
- Andrew Ragin – ljudtekniker, ljudmix
- Frank Caruso – ljudtekniker
- John Gray – mastering